# Dioon mejiae
Dioon mejiae es una especie de cicada nativa de Honduras y Nicaragua. En Honduras se le conoce como Teocinte.

## Descripción
Tiene tallos arborescentes, de 1-2 m de alto. Las hojas de 1-2 m de largo con pinnas gradualmente reducidas a espinas en la porción basal, glabras en la madurez; pinnas continuas con el raquis, de 15-22 cm de largo y 1.4-1.7 cm de ancho, generalmente enteras, en especial las que se encuentran en la porción media y apical de la hoja. Estróbilos microsporangiados de 70-90 cm de largo y 10 cm de diámetro incluyendo el pedúnculo corto; microsporofilos grisáceos, densamente pubescentes, aplanados y agudos apicalmente; estróbilos macrosporangiados ovoides, al menos 40-50 cm de largo y 30 cm de diámetro cuando jóvenes, atenuados hacia el ápice, el cual carece de esporofilos libres y proyectados, estróbilos macrosporangiados maduros desconocidos; macrosporofilos grisáceos, densamente pubescentes abaxialmente, estrechamente imbricados, cada uno con 2 óvulos cortamente pediculados. Semillas blancas con un apéndice en el extremo de la cálaza, esclerotesta (capa dura interna) áspera.

## Distribución y hábitat
Cultivada en Juigalpa, Chontales en Nicaragua, y probablemente en otros lugares; conocida silvestre en Olancho, Honduras.